# Aeropuerto de Gotemburgo-Landvetter

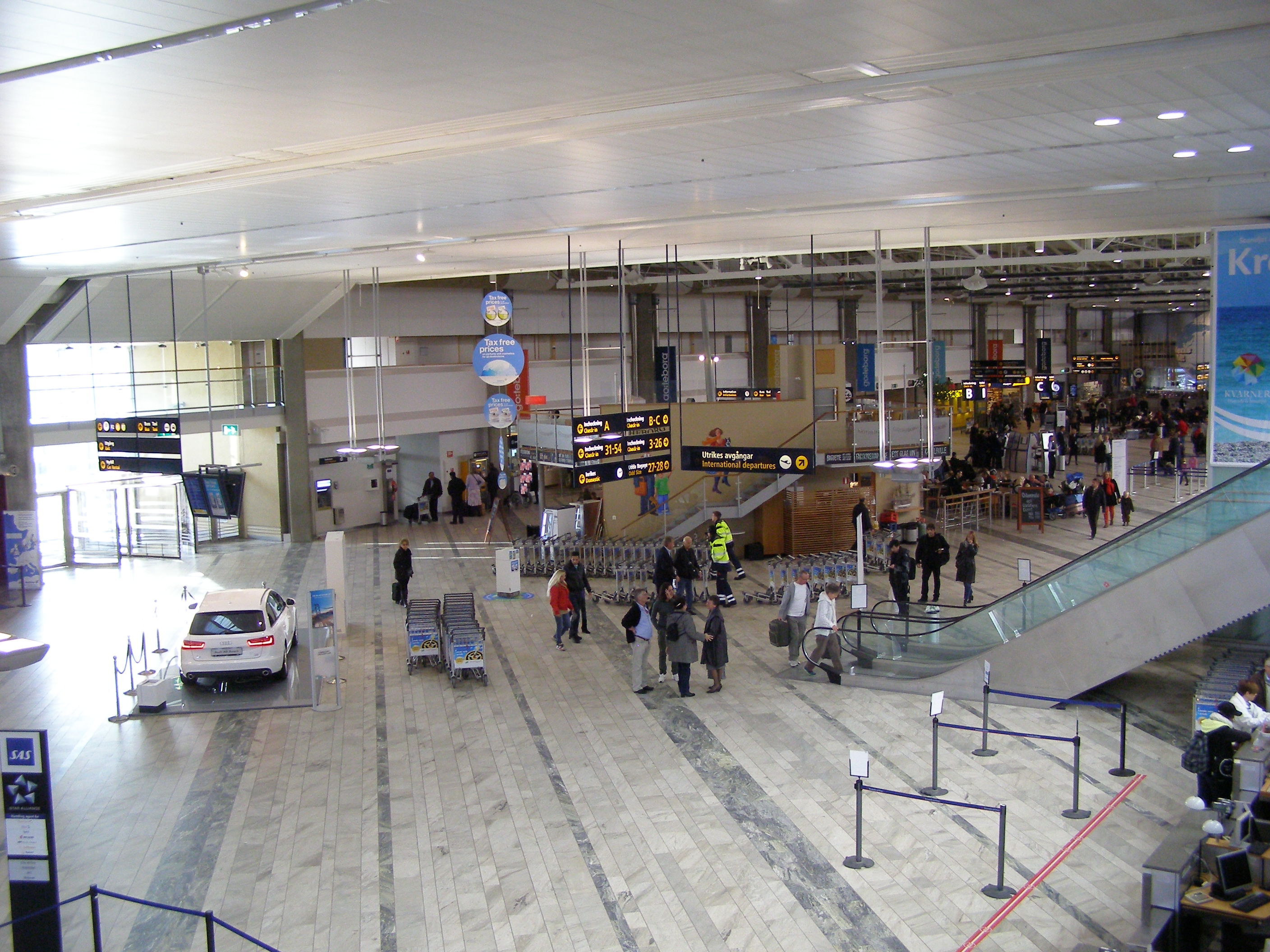
Interior de la terminal.

El Aeropuerto de Gotemburgo-Landvetter (en sueco: Göteborg-Landvetter flygplats), (IATA: GOT, OACI: ESGG) es un aeropuerto internacional que sirve la región de Gotemburgo en Suecia. Con 4.3 millones de pasajeros en 2006 Es el segundo aeropuerto más grande de Suecia (tras el de Estocolmo-Arlanda). Está gestionado por la Luftfartsverket.
El aeropuerto recibe su nombre del pequeño pueblo de Landvetter, ubicado en el municipio de Härryda. Se encuentra a veinte kilómetros al este de Gotemburgo y a cuarenta al oeste de Borås. El segundo aeropuerto internacional de Gotemburgo es el Aeropuerto de la Ciudad de Gotemburgo. El aeropuerto de Landvetter tiene dos terminales, doméstica e internacional, aunque todo el procedimiento de facturación se efectúa ahora en la terminal internacional, desde que los equipajes tienen que ser controlados. El área de tránsito tiene algunas tiendas, cafeterías, y un restaurante. Hay un hotel a trescientos cincuenta metros de la terminal. Las salas de salidas y llegadas se encuentran en el nivel uno. La terminal doméstica se encuentra a un lado de la serie de estructuras adyacentes a la zona de salidas internacionales y la de llegadas internacionales.
La terminal doméstica dispone de cuatro fingers, puertas de embarque 12-15A, y una pasarela a tierra en la puerta 15 llamada 15B, y dos puertas de jardineras, llamadas puertas 10-11.
La terminal internacional también tiene cuatro fingers, en las puertas 16A, 17, 19A, 20A. También hay pasarelas a tierra desde ellas. Las puertas 18A-18G son exclusivamente para embarque en jardinera.
La terminal internacional tiene una zona no schengen con un exhaustivo control de pasaportes. Las puertas 20, 21A-21D pertenecen a esta zona. La puerta 19 puede ser utilizada para vuelos schengen o no. Las puertas 16-18 son Schengen. La terminal de carga utiliza números de puerta inferiores a 10. La normativa sueca implica una separación estrictamente necesaria entre las puertas domésticas e internacionales.

## Historia
El aeropuerto fue inaugurado en 1977. Los vuelos de pasajeros, antes efectuados desde Torslanda, al norte de Gotemburgo, se trasladaron a Landvetter en 1977. Más tarde, algunas aerolíneas comenzaron a operar desde la antigua base militar de Säve, que cambió su nombre de Säve Flygplats a Aeropuerto de la Ciudad de Gotemburgo.

## Aerolíneas y destinos
Las siguientes aerolíneas operan vuelos regulares en el Aeropuerto de Gotemburgo:
| Aerolíneas                    | Destinos |
| ----------------------------- | --- |
| Aegean Airlines               | Estacional: Kalamata (inicia 9 de marzo de 2024) |
| Air France                    | París–Charles de Gaulle |
| Air Serbia                    | Estacional: Belgrado |
| airBaltic                     | Riga |
| Austrian Airlines             | Estacional: Viena |
| Braathens Regional Airlines   | Estocolmo–Bromma Estacional: Lyon, Skellefteå, Visby Chárter estacional: Karpathos Preveza |
| British Airways               | Billund, Londres–Heathrow |
| Brussels Airlines             | Bruselas |
| Eurowings                     | Berlín, Düsseldorf Estacional: Hamburgo |
| Finnair                       | Helsinki |
| KLM                           | Ámsterdam |
| LOT Polish Airlines           | Varsovia–Chopin |
| Lufthansa                     | Fráncfort, Múnich |
| Norwegian Air Shuttle         | Alicante, Málaga Estacional: Barcelona, Dubrovnik (inicia 1 de mayo de 2024), Gran Canaria, Londres–Gatwick (reinicia 2 de mayo de 2024), Niza (reinicia 3 de mayo de 2024), Palma de Mallorca (reinicia 6 de abril de 2024), Pristina (inicia 14 de junio de 2024) |
| Play                          | Estacional: Reykjavík–Keflavík |
| Ryanair                       | Alicante, Bania Luka, Bérgamo, Charleroi (inicia 31 de marzo de 2024), Cracovia, Dublín, Edimburgo, Estocolmo–Arlanda, Gdańsk, Londres–Stansted, Málaga, Mánchester, Riga, Roma–Fiumicino (inicia 31 de marzo de 2024), Salónica (reinicia 2 de abril de 2024), Sarajevo (inicia 31 de marzo de 2024), Zagreb Estacional: Budapest, Cagliari, Kaunas, Palma de Mallorca, Pisa, Praga, Viena, Zadar |
| Scandinavian Airlines         | Copenhague, Estocolmo–Arlanda, Luleå, Málaga Estacional: Alicante, Atenas, Faro, Niza, Palma de Mallorca, Split Chárter estacional: Fuerteventura, Gran Canaria, Heraclión, Hurghada, Ioannina, Kos, La Canea, Lárnaca, Preveza, Rodas, Samos, Santorini, Scíathos Zante |
| Sunclass Airlines             | Charter: Gran Canaria Chárter estacional: Antalya, Heraclión, La Canea, Lárnaca, Palma de Mallorca, Rodas, Sal, Tenerife–Sur |
| Swiss International Air Lines | Zúrich Estacional: Ginebra |
| Transavia                     | Estacional: Bastia |
| TUI Airways                   | Chárter estacional: Phuket |
| TUIfly Nordic                 | Charter: Gran Canaria Chárter estacional: Boa Vista, Burgas, Hurghada, Kos, La Canea, Lanzarote, Lárnaca, Palma de Mallorca, Rodas, Sal, Samos, Split, Tenerife–Sur |
| Turkish Airlines              | Estambul |
| Vueling                       | Barcelona |
| Widerøe                       | Bergen |
| Wizz Air                      | Belgrado, Gdańsk, Roma–Fiumicino, Skopie, Varsovia–Chopin |

### Chárter
- Tour operador Alpresor, aerolínea Scandinavian o Malmö Aviation (Salzburgo, Ginebra, Málaga)

- Tour operador Apollo, diversas aerolíneas (Agadir, Yeerba, Fort Lauderdale, Fuerteventura, Cefalonia, Corfú, Krabi, Palma de Mallorca, Monastir, Phuket, Samos, Split, Tivat, Varna)

- Tour operador Fritidsresor, aerolínea TUIfly Nordic (Boa Vista, Sal, Burgas, Gran Canaria, Hurghada, La Canea, Lanzarote, Lárnaca, Palma de Mallorca, Rodas, Samos, Tenerife)

- Tour operador Fritidsresor, aerolíneas diversas (Antalya, Bangkok, Dalamán, Dubái, Faro, Izmir, Krabi, Mauricio, México, Monastir, Phuket, Isla de Margarita, Roma, Sharm-el-Sheik, Verona)

- Tour operador Langley, aerolínea Scandinavian (Bastia, Grenoble, La Canea)

- Tour operador LionAlpin, aerolínea Malmö Aviation (Innsbruck, Ginebra)[41] temporada de invierno

- Tour operador Ving, aerolínea Thomas Cook Airlines (Agadir, Antalya, Fuerteventura, Gran Canaria, Heraclión, Lárnaca, Lefkas/Preveza, Palma de Mallorca, Phuket, Rodas, Tenerife, Varna)

- Tour operador Ving, diversas aerolíneas (Burgas, Fuerteventura, Ginebra, Goa, Hurghada, Innsbruck, Isla de Margarita, Krabi, La Canea, Lefkas/Preveza, Monastir, Pula, Samos)

- Tour operador Detur, aerolínea Norwegian (Hurghada, Sharm-el-Sheik)

- Tour operador Detur, aerolínea Cyprus Turkish Airlines (Antalya) o Nouvelair (Monastir)

- Tour operador Nazar, aerolínea TUIfly Nordic (La Canea) o Free Bird (Antalya)

En los meses cálidos especialmente a España, Grecia y Turquía, así como a Croacia y Túnez. En el invierno principalmente a las Islas Canarias, Egipto y Tailandia, aunque también a otros lugares lejanos. Hay además vuelos para ir a esquiar a Francia y Austria.

### Carga
- Lufthansa Cargo (Osaka) (vía Astaná (Kazajistán))
- Asiana Cargo (Seúl-Incheon)
- Emirates SkyCargo (Dubái, Nueva York-JFK)

## Estadísticas
Ver fuente y consulta Wikidata.

## Transporte terrestre
Bus: Flygbussarna lleva pasajeros a Gotemburgo en veinte minutos, y en treinta minutos a la Estación Central de Gotemburgo. Tiene un coste de ochenta SEK. Existe otra línea de bus que transporta pasajeros a Borås en 35 min, también por 80 SEK.
La distancia vial a Gotemburgo es de 25 km y a Borås de 45 km, a ambos destinos con autovía. Para dirigirse a Alingsås y al noreste, la ruta oficial es pasando por Partille. Sin embargo, muchos ciudadanos locales toman un atajo 15 km más corto entre Härryda y Lerum llamado "Härskogen". El aeropuerto tiene más que 7000 aparcamientos.

## Carga
Landvetter es un importante aeropuerto de carga. Unas 60 100 toneladas de carga aérea pasaron por Landvetter durante 2007, un 60 % con respecto a Arlanda. En contraste con Arlanda y otros grandes aeropuertos, en Gotemburgo no hay problema de slots de aterrizaje.